# Albatros din București (formație)
Acustic (anterior, Albatros) este o formație, înființată în București (România) la începutul anilor 1990. Formația a mai fost cunoscută la începuturile ei ca Albatros din București.

## Activitate
Într-o primă formulă, formația a inclus-o pe cântăreața Iolanda Cristea, cunoscută și ca Naste din Berceni. Originară din Rahova, și nu din cartierul bucureștean care i-a dat numele de scenă, tânăra a fost îndemnată de către Cristian Lapadat , fiind vecini si prieteni să se alăture unei trupe de  acompaniament pe care acesta o formase ( Albatros). Între cântărețele de manele, Cristea are una dintre cele mai frumoase și expresive voci, amintind prin timbru de cântărețele indiene de muzică pop.
Succesul grupului astfel alcătuit (intitulat Formatia Albatros si Naste din Berceni) a fost apreciabil, muzica fiind comercializată în piețele de zarzavaturi, în condițiile lipsei totale a unor mijloace de promovare imediat după părăsirea regimului socialist. Instrumentația formației includea chitară electrică Valentin Iacob și două sintetizatoare, Cristian Lapadat si Marian Melcescu. Textele cântecelor propuneau teme specifice muzicii lăutărești și folclorului țigănesc (traiul aspru, munca istovitoare, iubirea pierdută), dar și subiecte mai puțin obișnuite (apologia infracționalității – devenită ani mai târziu temă de bază în genul manele – și cântecul de cătănie, poate împrumutat din folclorul românesc pe filiera folclorului urban). Textele sunt în limbile română și romani (țigănească); deși vocea formației este exclusiv feminină (Cristea), eul imaginat de versuri reprezintă atât personaje masculine, cât și feminine. Formația a avut și un număr de piese instrumentale, unde vocea apare doar intonând vocale ori silabe.

## Declinul. Moștenire
Publicul și-a pierdut interesul pentru muzica formației la distanță de câțiva ani, însă formația Albatros formată din  grupul de muzicieni  Melcescu Marian și Cristian Lapadat  au continuat (cu excepția Iolandei Cristea) activând ca formație de restaurant și practicând muzică ușoară sau populară. Grupul și-a schimbat pentru o perioadă scurtă titulatura în Acustic pentru un proiect nou, mergând în paralel și cu vechea denumire . La rândul ei, Iolanda Cristea Naste din Berceni s-a dedicat muzicii de restaurant și de petrecere, însă rămânând fidelă genului manele.
Repertoriul „de cătănie” al formației a fost reluat la începutul anilor 2000 de către cântăreața română de muzică pop Fata Morgana. În ultimii ani, nostalgia publicului pentru repertoriul timpuriu de manele a readus într-o măsură grupul în atenția publicului. Ziarele i-au dedicat articole, iar vechii membrii Albatros, Cristian Lapadat și Melcescu Marian  alaturi de Naste din Berceni s-au reunit pentru a participa și cânta la câteva emisiuni de televiziune.   Melcescu Marian și Lapadat Cristian  au  continuat  în această titulatură, apărând  și astăzi în diverse proiecte muzicale alături de alți soliști sau instrumentiști.

## Piese selectate
- București, București
- De ce te-ai supărat pe mine
- În ziua liberării
- S-a mărit armata